# جعفر أباد (خلخال)
جعفر أباد هي قرية في مقاطعة خلخال، إيران. يقدر عدد سكانها بـ 119 نسمة بحسب إحصاء 2016.